# Julian Morris

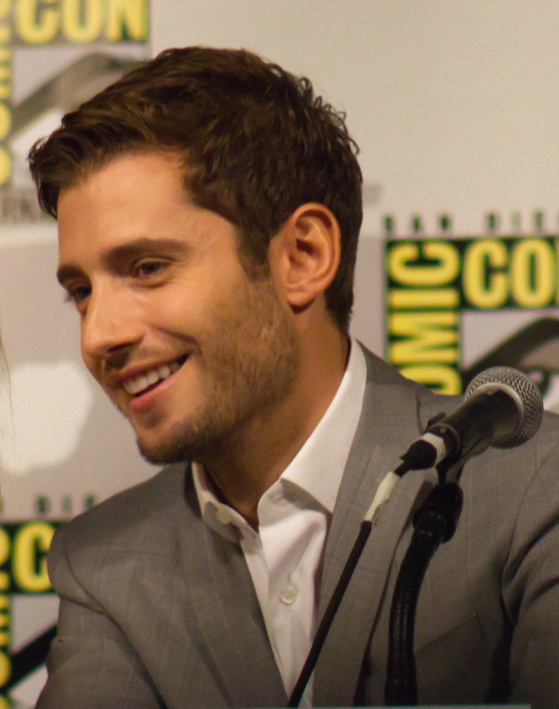
Julian Morris auf der Comic-Con (2015)

Julian David Morris (* 13. Januar 1983 in London, England) ist ein britischer Schauspieler.

## Leben
Julian Morris Mutter kommt aus Simbabwe, sein Vater aus Südafrika. Die Familien beider stammen aus Russland, Litauen und Belarus und wanderten nach Afrika aus.
Morris erhielt Schauspielunterricht am Anna Scher Theatre, einer Schauspielschule in Islington, London. Hier wurde er im Alter von 13 Jahren für seine erste Rolle als Drogen-dealenden Jungen für eine Folge der britischen Drama-Serie The Knock entdeckt. Nach weiteren Jahren der Ausbildung spielte er für drei Spielzeiten in der Royal Shakespeare Company.
Als Film- und Fernseh-Schauspieler ist Morris zumeist in den Vereinigten Staaten tätig, so spielte er ab 2005 in Filmen wie Cry_Wolf (2005) oder Whirlygirl (2006). In Fernsehserien übernahm er einzelne Episodenrollen wie in der Anwaltsserie Shark oder trat in mehreren Folgen der letzten Staffel von Emergency Room – Die Notaufnahme als Dr. Andrew Wade sowie in der achten Staffel 24 als Agent Owen auf.
Ab 2010 war Morris in der Drama/Mysterie-Serie Pretty Little Liars in 22 Folgen als Wren Kingston zu sehen. In der Fantasy-Serie Once Upon a Time – Es war einmal … spielte er in der zweiten und dritten Staffel als Prinz Phillip. Neben seinem Engagement wirkt er weiterhin auch in britischen Produktionen mit, so war er im Film Kelly + Victor (2012) als Victor zu sehen. Von 2014 bis 2015 spielte er in der US-amerikanischen Sitcom New Girl den Ryan Geauxinue. 2014 erhielt er in der Amazon-Serie Hand of God die Rolle des Paul Curtis, ein Priester der titelgebenden Kirche Hand of God.
Anfang Dezember 2021 gab Morris auf Instagram bekannt, seit 2003 in einer Beziehung mit seinem Ehemann Landon Ross zu leben.

## Filmografie (Auswahl)
- 1996: The Knock (Fernsehserie, Folge 2.10)
- 2000: Fish (Fernsehserie, 6 Folgen)
- 2002: Spin (Kurzfilm)
- 2004: Agatha Christie’s Marple: Mord im Pfarrhaus (The Murder at the Vicarage, Fernsehfilm)
- 2005: Cry_Wolf
- 2006: Whirlygirl
- 2007: Shark (Fernsehserie, Folge 1.13)
- 2008: Donkey Punch – Blutige See (Donkey Punch)
- 2008: Operation Walküre – Das Stauffenberg-Attentat (Valkyrie)
- 2008–2009: Emergency Room – Die Notaufnahme (ER, Fernsehserie, 7 Folgen)
- 2009: Schön bis in den Tod (Sorority Row)
- 2009: Privileged (Fernsehserie, 1.18)
- 2009: Eleventh Hour – Einsatz in letzter Sekunde (Eleventh Hour, Fernsehserie, Folge 1.16)
- 2010: 24 (Fernsehserie, 6 Folgen)
- 2010–2013, 2017: Pretty Little Liars (Fernsehserie, 21 Folgen)
- 2012: Beyond – Die rätselhafte Entführung der Amy Noble (Beyond)
- 2012: Men at Work (Fernsehserie, Folge 1.01)
- 2012: Kelly + Victor
- 2012–2014: Once Upon a Time – Es war einmal … (Once Upon a Time, Fernsehserie, 6 Folgen)
- 2014: Something Wicked
- 2014–2015: New Girl (Fernsehserie, 7 Folgen)
- 2014–2017: Hand of God (Fernsehserie, 18 Folgen)
- 2015: Dragonheart 3 – Der Fluch des Druiden (Dragonheart 3: The Sorcerer’s Curse)
- 2017: Man in an Orange Shirt
- 2017: The Secret Man (Mark Felt: The Man Who Brought Down the White House)
- 2021: Ein Weihnachtsprinz in Queens (A Royal Queens Christmas, Fernsehfilm)